# Cyclone Jenny
Le cyclone intense Jenny est le nom d'un cyclone tropical qui toucha les Mascareignes en février 1962. Il a causé d'importants dégâts et fait 52 morts. Il s'agit d'un des cyclones les plus mémorables de l'histoire moderne de La Réunion.

## Évolution météorologique
Jenny se forme au sud de Diego Garcia le 25 février. Le lendemain, le cyclone est observé pour la première fois au nord-est de Rodrigues, se déplaçant vers l'ouest-sud-ouest à une vitesse de 35 km/h. Le 28 février, l'alerte est déclenchée à l'île Maurice à 4 heures du matin et son centre passe à environ 30 km au nord,. Il est accompagné de vents soutenus sur 10 minutes de 130 km/h avec des rafales allant jusqu'à 235 km/h à Maurice,,.
Le système atteint la Réunion vers 12 h 40 le même jour et fait rage durant 2 heures. Selon Météo-France, les vents soutenus sur une minute en mer ont atteint 213 km/h après avoir contourné l'ile. Ce qui est fait l'équivalent d'un ouragan de catégorie 4 dans l'échelle de Saffir-Simpson. Il s'est dirigé ensuite vers le sud puis le sud-est pour devenir post-tropical le 4 mars.

## Prévision et alerte
À une époque où les satellites météorologiques étaient à leur balbutiement, les services météorologiques ne pouvaient compter que sur les rapports de navires et de station terrestres très épars dans le bassin sud-ouest de l'océan Indien pour repérer le développement des systèmes tropicaux. Le développement et le déplacement rapide de Jenny étaient difficiles à prévoir, ce qui explique l'alerte cyclonique tardive qui mésestimait sa sévérité. La prévision des services météorologiques mentionnait des vents de 80 à 100 km/h avec des rafales dépassant 140 km/h. 
À Maurice, le bulletin d'alerte est diffusé le 27 par les trois quotidiens mais à La Réunion, un seul bulletin météo est émis le jour même du passage de Jenny et seulement le Journal de l'île de La Réunion le diffuse dans sa rubrique météo en quatrième et dernière page. A 10 h 30, un bulletin que diffuse la RTF annonce le passage de Jenny à La Réunion en milieu d’après-midi et les services de sécurité sont mis en alerte préparatoire. Toute activité devait être arrêtée mais ce n'est suivi que par un certain nombre d’entreprises et de services techniques, le reste de la population, mal informé, ne réagit pas.
Il est expliqué dans une étude que les services météorologiques de Maurice sont plus anciens et ont réussi à sensibiliser la population alors qu'à la Réunion, l'ancêtre de Météo-France, collaborant avec l'Observatoire de Madagascar, ne dispose à ce moment-là que de peu de moyens et de visibilité. Le journal communiste « Témoignages », a aussi accusé le préfet Perreau-Pradier d'avoir hésité à lancer des mesures plus proactives de sécurité.

## Conséquences

### Maurice
À Maurice, la tempête a tué 17 personnes, fait 125 blessés, détruit 1 300 édifices et laissé des milliers de personnes sans abri. La récolte de cannes à sucre a subi d'importants dommages. Les arbres tombés et les débris ont bloqué les routes à de nombreux endroits et le toit d'une église a été soufflé,,.

### La Réunion
À La Réunion, elle a fait 36 victimes, dont 9 pêcheurs en mer, et 150 blessés, détruisant 851 maisons, endommageant gravement 2 619 autres, dont beaucoup en bois, et laissant 20 000 personnes sans-abri. La partie Est de l'île a été particulièrement touchée alors que les rafales de vent à l'aéroport de La Réunion-Roland-Garros ont atteint 250 km/h. Elle a également détruit des récoltes, la canne à sucre a été en partie détruite ainsi que la presque totalité de l'agriculture vivrière et maraîchère, et environ 80 % des lignes téléphoniques de l'île,,. Les réseaux électriques et téléphoniques prendront plusieurs semaines à être rénovés. Les installations fixes du chemin de fer de La Réunion ont aussi beaucoup souffert, particulièrement les gares de Saint-Benoît et de Sainte-Suzanne.
Un Super-Starliner d'Air France arrivé de Maurice est surpris par la soudaineté du cyclone. Avec les passagers à bord, il s’apprêtait à décoller quand il a dû subir les vents violents soudains. Le commandant a eu la présence d'esprit de le mettre alors face au vent avec les moteurs en marche, relevant les volets et bloquant les roues de l’appareil. Au passage de l'œil du cyclone, et de son accalmie, le commandant a fait débarquer les passagers avant de tourner l'appareil dans l'autre sens pour faire face aux vents de retour. L'avion a résisté et en soirée s'est envolé vers Madagascar. Le paquebot Ferdinand-de-Lesseps avec tous ses passagers à bord a rompu ses amarres et est parti à la dérive pour s'échouer en travers du couloir d’accès au bassin du port sans faire trop de dégâts. Le commandant a réussi à le dégager plus tard.
Selon le réassureur Caisse centrale de réassurance (CCR), le coûts des dommages à La Réunion seraient estimés à 83 millions € en 2018 avec 90 % dus au vent et le reste à la submersion marine par une onde de tempête de 10 mètres.

## Épilogue
Jenny a été une très grande leçon pour l’information des données météorologiques. Des mesures ont été prises rapidement pour diffuser les alertes régulièrement par radio, télévision, maires, gendarmes et même par tocsin. Très tôt après les événements, la communication entre le chef de service de météo et les autorités sont améliorées, le préfet devant être tenu au courant heure par heure, on décidera d'avertir les pêcheurs en priorité même si la menace est imprécise. Dès octobre 1962, la dépression tropicale Amy qui s’approché sans affecter La Réunion, a été mentionnée dans le bulletin radiodiffusé du soir.